# Ranquel
Els ranquels o rankulxes (rankülxe = "gent del canyissar", rangkül = canyís, Arundo phragmites = Phragmites communis; txe = gent, persona), són un subgrup dels mamultxes, gairebé l'únic subsistent. Viuen a la província de la Pampa i a la província de San Luis (zona de El Cuero) i antigament també a la província de Còrdova, oest de la província de Buenos Aires i extrem sud-oest de la província de Santa Fe (avui dia els rankülxe viuen principalment en àrees rurals i semirurals de l'oest de la província de la Pampa i uns pocs a San Luis). Al segle xviii foren dominats pels pehuentxes i de fet alguns autors no els consideren com del grup pueltxe (després generalitzat grup tehueltxe i encara més tard grup kenk) sinó simplement pehuentxes. Avui dia són uns dotze mil; fins fa uns anys no vivien gairebé en comunitats però ara existeixen 21 comunitats a La Pampa, dues a San Luis (Comunidad Ranquel Lonko Guayki Gner i Comunidad Ranquel Manuel Baigorría o Baigorrita de Justo Daract) i una a Mendoza (Comunidad Kuien Like), a més d'una formada el 7 d'abril del 2010 a Bahía Blanca (la Comunidad Ranquel Huitra) que es va integrar al Consell de Loncos de la Pampa, sent reconeguda per aquest consell.
A conseqüència del comerç entre els indígenes de la Pampa (bestiar boví i sal) amb els maputxes xilens (begudes alcohòliques, sucre, etc.), cap a 1725 ja existien dos cacics pehuenxes xilens, amb unes 70 famílies, instal·lats entre els indígenes de la Pampa a la regió limítrofa de Neuquén i Mendoza on predominaven els canyars (rankül = cany o canyissars), àrea anomenada Ránquil o Rankel. Cap a 1750 van començar a ser anomenats "ranquelés" (gent del canyissar) per a diferenciar-los de les altres dues fraccions pehuenxes de la regió, els de Malalhue (Malargüe) i els de Vavarco.
Entre 1775 i 1790 un grup d'aquests pehuenxes va avançar des de les faldilles dels Andes fins al territori que van denominar Mamül Mapu (de l'idioma maputxe mamül: 'llenya', i mapu: 'territori'), ja que el van trobar cobert per boscos de "caldén", garrofer i canyar. Va ser així que es van establir entre els rius Quart (o Chocancharava) i Colorado, des del sud de les actuals províncies de San Luis i Còrdova, fins al sud de la província de la Pampa. Entre ells es trobava Carripilum, nascut a Ránquil, i establert a la Pampa cap 1789.
Amb l'abundància de captives hi havia una important aportació genètica europea. En l'època en què va ser escrit el llibre Una excursión a los indios ranqueles, eren uns 11.000, i eren amos del territori entre la llacuna del Cuir (aquest nom fa al·lusió a una antiga llegenda dels ranquels) al nord, el riu Salat a l'oest, les Salines Grans al sud i la Pampa a l'est. El límit nord era la línia aproximada que passava pels paratges de Leplep, Agustinillo, la Muntanya de la Vella i la llacuna del Cuir, encara que en alguns moments va arribar al riu Cinquè i potser també el riu Cuarto.
En 1795, el cacic Carripilun, al costat de Huanguelén i altres vint caps, va signar rellevants tractats de pau amb Simón de Gorordo, a la frontera de Còrdova. Anys després el mateix cacic reconegut com a líder principal de les nacions de les pampes, va posar a disposició del virrei Sobremonte 3000 llancers per a la defensa de la ciutat de Buenos Aires enfront dels anglesos, tot i que el virrei va preferir la fugida. L'hegemonia de Carripilun va donar per resultat que a la data de la seva mort el 1820, el terme rankulxe ja era sinònim de mamulxe. Una mostra de la importància que va tenir la nació ranquel en el conjunt de l'Argentina és la visita que Feliciano Chiclana, en nom del Suprem Govern de les Províncies Unides, va efectuar a Carripilun en 1819 per sol·licitar-li que no deixés passar als contrarevolucionaris espanyols pel seu territori.
Més endavant, els ranquels van resistir amb èxit l'expedició planejada per Juan Manuel de Rosas, i van poder detenir alhora Ruiz Huidobro a San Luis, a Aldao en el pas de la Bassa, i a Roses a Rio Negro. El poder bèl·lic i econòmic ranquelià va aconseguir els seus nivells més alts durant els lideratges de Yanquetruz, Paine, Paguithruz, Guor, Ramón i Baigorria. Nombrosos caps entre els quals van liderar l'aliança indígena panpatagònica pertanyien a la nació ranquel. Tan gran va ser la seva influència que inclús a Xile hi va haver una parcialitat rankul, i entre les expressions religioses maputxe que es practicaren a la regió de la serralada tenen gran importància algunes d'origen ranquel, com el choique purrun (ball del nyandú), i la creença en Soychu com déu creador. La campanya del desert conduïda successivament per Mitre, Alsina, Avellaneda i Roca és una història de pactes i traïcions consecutives, que van començar a perpetrar contra els noms de Cabral, Nahuel, Epumer i Baigorrita. D'aquesta manera, els ranquels van ser els primers a patir el desterrament i les reparticions entre les famílies benestants i les hisendes de Buenos Aires i el nord del país. Els descendents exiliats i esclavitzats d'aquells ranquels formen avui part del poble a de Tucumán, Mendoza, la Rioja, San Juan, Salta, Jujuy, Còrdova, Buenos Aires i Santiago de l'Estero. Un tal «tinent Racedo» va ordenar desenterrar de Leuvucó les restes del cacic Mariano Rosas, i les va regalar al «estanciero» i polític Estanislao Zeballos, qui col·leccionava aquesta mena de relíquies, una pràctica que els maputxes condemnaven amb el terme «huaqueo». Van acabar al Museu de Ciències Naturals de la Plata i davant el reclam de poble indígena de la Pampa l'Estat argentí els va retornar fa pocs anys (el 2001).
La bandera d'aquest poble, que ara es fa dir Nación Ranquel, agafa la composició de la bandera nacional maputxe i està formada per tres franges: la de dalt blava que simbolitza el cel; la central verda que simbolitza la natura; i la inferior vermella que significa la sang ranquel vessada en l'anomenada Campanya del Desert; a damunt i sota una franja estreta negra amb signes blancs, anomenada la "guarda pampa" que és un detall estètic representatiu de la cultura maputxe; a l'emblema central el kultrum (instrument de percussió) amb dues línies vermelles creuades formant una creu indicant els quatre punts cardinals amb l'acabament figurant potes d'estruç; dins els quarters conformats per les línies vermelles, una estrella de sis puntes (la natura), unes boles (referència a la guerra); una guineu (animal dinàstic) i la lluna (també la natura); sota el Panghitruz Guor o Guineu caçador de lleons, més conegut com a Mariano Rosas, gran cacic dels ranquels (1858-1877), d'esquena amb els braços desplegats. Fou adoptada el 1999.
Els pueltxes van aconseguir desenvolupar un dels principals complexos eqüestres d'Amèrica, sent per la seva destresa com a genets grans competidors dels gautxos.